# Teleclub
Teleclub è una piattaforma televisiva a pagamento della Svizzera tedesca.

## Storia
Fondata in Svizzera nel 1982 e trasmessa anche in Germania a partire dal 1984, Teleclub è considerata una delle prime piattaforme televisive a pagamento d'Europa.
Fino al 2001 trasmetteva esclusivamente via satellite (inizialmente su Astra 1, poi su DFS-Kopernikus), mentre è ora disponibile anche via cavo nella Svizzera tedesca.
Per i possessori di un impianto satellitare e per coloro che non sono in grado di ricevere il segnale via cavo, Teleclub offre un bouquet di canali considerevole, usufruendo anche dei pacchetti di Sky Deutschland.
All'inizio del 2006 sono stati assegnati per la prima volta in Svizzera a Cinetrade e Teleclub i diritti di trasmissione televisiva per il massimo campionato svizzero di calcio e hockey su ghiaccio. Nel 2016 Teleclub ha prolungato il suo contratto con la Super League svizzera. Teleclub trasmette anche le partite di punta della Challenge League in esclusiva per la Svizzera, nonché tutte le partite di Serie A, Premier League, UEFA Champions League e UEFA Europa League. Nell'hockey su ghiaccio Teleclub copre anche la NHL, la Champions Hockey League, il campionato mondiale IIHF e la Coppa Svizzera di hockey su ghiaccio. Dal luglio 2017 Teleclub gestisce il canale televisivo sportivo gratuito Teleclub Zoom, che offre contenuti sportivi esclusivi, trasmissioni in diretta e autoproduzioni.

## Canali televisivi
- Teleclub Cinema
- Teleclub STAR
- MGM TV
- Teleclub Sport 1
- Teleclub Sport 2
- Teleclub Sport 3
- 13th Street
- Sky Krimi
- SyFy
- FOX
- Motor Vision TV
- Mirror Story
- Sat.1 Comedy
- Romance TV
- Discovery Channel
- Animal Planet
- Disney Channel
- Disney XD
- Disney Junior
- Disney Cinemagic

## Pacchetti
Teleclub offre in Austria i seguenti pacchetti televisivi, in collaborazione con Sky Deutschland
World Pack
- Discovery Channel
- NAT GEO Wild
- Mirror Story
- Motor Vision TV
- Sky Krimi
- RTL Crime
- 13th Street
- SyFy
- FOX
- TNT Series
- RTL Passion*
- Beate Uhse TV
- Disney Channel
- Disney XD
- Disney Junior

World Extra Pack
- Sat.1 Comedy
- AXN
- TNT Film
- Kinowelt TV
- Romance TV
- Nicktoons
- Boomerang TV
- Cartoon Network
- History Channel
- The Biography Channel
- RTL Living
- Animax
- MTV
- VH1 Classic
- Eurosport 2
- ESPN America

Film Pack
- Sky Cinema
- Sky Cinema +1
- Sky Cinema +24
- Sky Action
- Sky Comedy
- Sky Emotion
- Sky Nostalgia
- Sky Cinema Hits
- Disney Cinemagic
- MGM TV

Sports Pack
- Sky Sport 1
- Sky Sport 2
- Sky Sports Info
- Sky  Bundesliga

HD Pack
- Sky Cinema HD
- Sky Cinema Hits HD
- Sky Action HD
- Sky Sport 1HD
- Sky Sport 2HD
- Sky Sport Extra HD
- Disney Cinemagic HD
- ESPN America HD
- Sky 3D

Teleclub offre in Svizzera i seguenti pacchetti televisi, in collaborazione con UPC Cablecom e Swisscom
UPC Cablecom
- Teleclub Basic (Teleclub Cinema + Teleclub STAR + Disney Channel)
- Teleclub Movie (13thStreet + FOX + MGM TV + Sat.1 Comedy + Sky Krimi)
- Teleclub Family (Romance TV + Animal Planet + Disney XD + Discovery Channel + Mirror Story + Disney Cinemagic)
- Teleclub Sport (Teleclub Sport 1 + Teleclub Sport 2 + Teleclub Sport 3)

Swisscom TV
- Teleclub Basic (Teleclub Cinema + Teleclub STAR + Disney Channel)
- Teleclub Family (Discovery Channel + Animal Planet + Mirror Story + Romance TV + Motor Vision TV + Disney XD + Disney Junior)
- Teleclub Movie (SyFy + FOX + 13th Street +  Sky Krimi + Sat.1 Comedy + MGM TV)
- Teleclub Sport (ESPN America + Altro contenuto sportivo)
- Teleclub On Demand (Film On Demand)